# Krasimir Dunev
Krasimir Dunev (bulgariska: Красимир Николаев Дунев), född den 11 september 1972 i Plovdiv, Bulgarien, är en bulgarisk gymnast.
Han tog OS-silver i räck i samband med de olympiska gymnastiktävlingarna 1996 i Atlanta.